# Sites des Jeux olympiques d'hiver de 1948
Les Jeux olympiques d'hiver de 1948 se sont déroulés à Saint-Moritz, en Suisse, du 30 janvier au 8 février, se sont déroulés sur plusieurs sites olympiques. Huit sites ont été utilisés. Cinq de ces sites avaient déjà été utilisés pour les Jeux de 1928. Trois sites ont été ajoutés. Les pistes de bobsleigh et de skeleton sont encore utilisées actuellement.

## Sites
| Lieu                             | Sports                                                              | Devenir |
| -------------------------------- | ------------------------------------------------------------------- | ------- |
| Montagnes autour de Saint-Moritz | Ski de fond, Combiné nordique (ski de fond)                         |         |
| Cresta Run                       | Skeleton                                                            |         |
| Kulm                             | Hockey sur glace                                                    |         |
| Olympiaschanze                   | Combiné nordique (saut à ski), Saut à ski                           |         |
| Olympic Stadium                  | Patinage artistique, Hockey sur glace (finale), Patinage de vitesse |         |
| Piz Nair                         | Ski alpin                                                           |         |
| Stade Olympia Bobrun             | Bobsleigh                                                           |         |
| Suvretta                         | Hockey sur glace                                                    |         |